# Людвіг Бехштайн
Людвіг Бехштайн (нім. Ludwig Bechstein ; 24 листопада 1801, Ваймар — 14 травня 1860, Майнінген — німецький письменник, бібліотекар, архіваріус і аптекар, більше відомий як казкар.

## Короткий життєпис

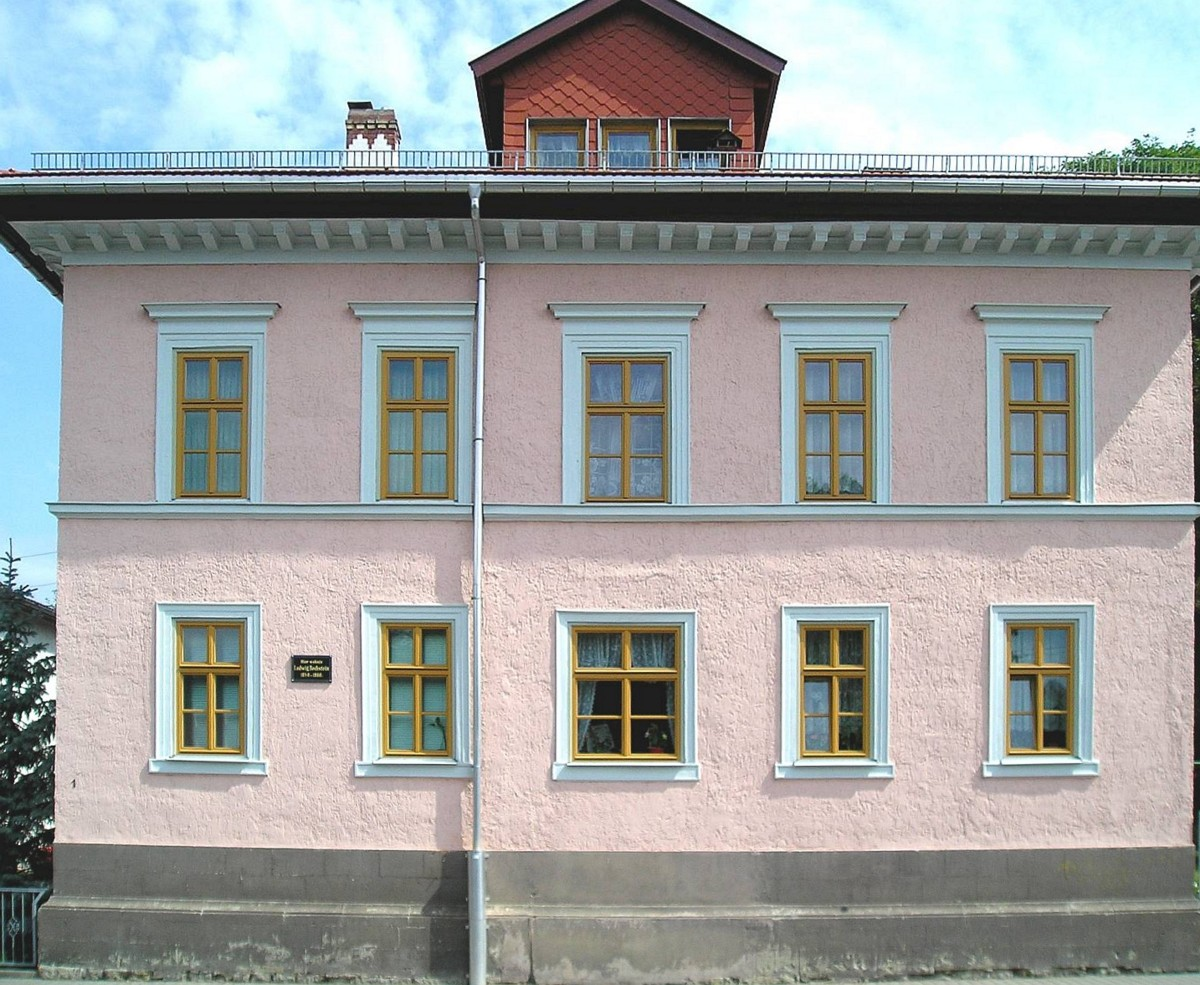
Будинок у Майнінгені, в якому жив Бехштайн у 1840—1860 рр.

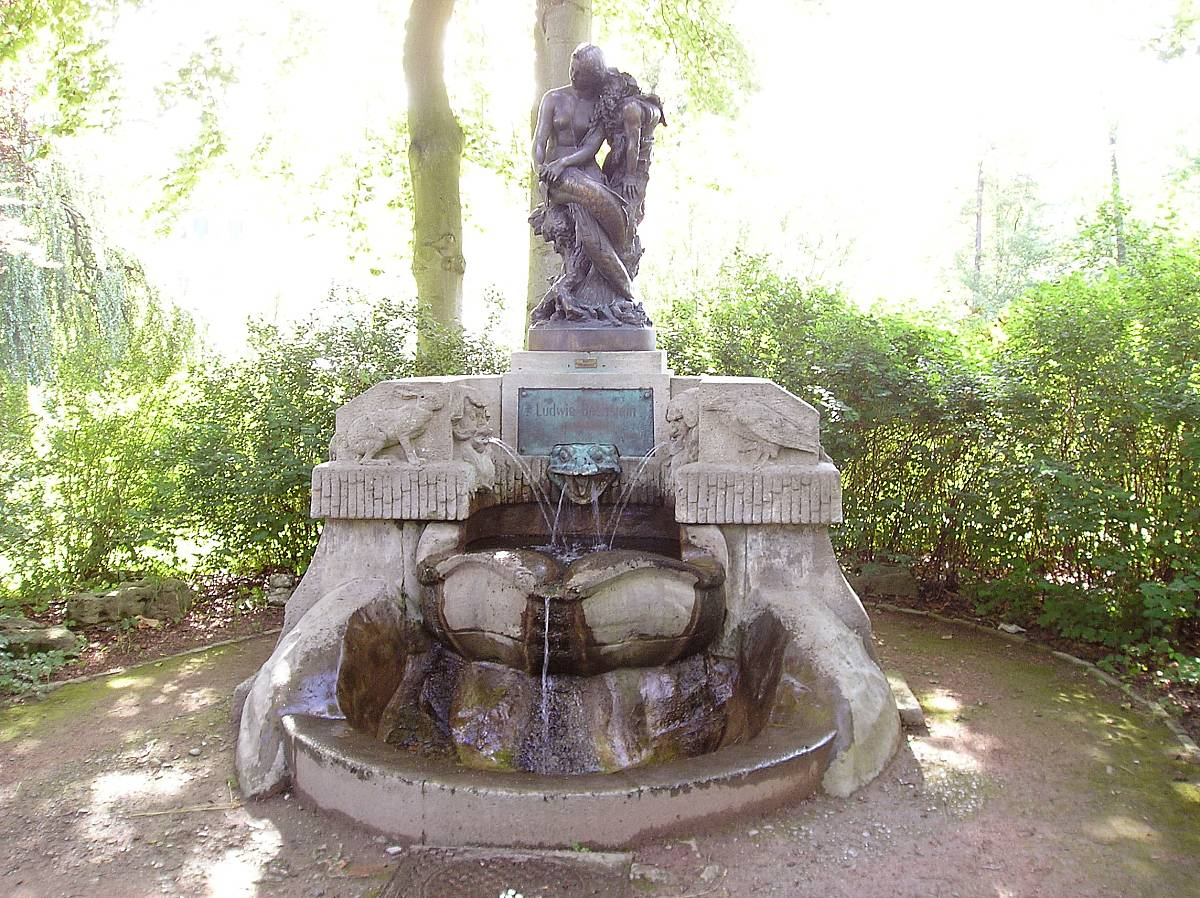
Криниця Бехштайна у Майнінгені

Людвіг Бехштайн народився як позашлюбний син Йоганни Доротеї Кароліни Бехштайн (Johanna Carolina Dorothea Bechstein) і французького іммігранта на ім'я Луї Дюпонтро (Louis Dupontreau). У 1810 році він був усиновлений дядьком, відомим природознавцем Йоганном Маттеусом Бехштайном (Johann Matthäus Bechstein) і жив з ним у місцевості Драйсігакер (Dreißigacker) поблизу Майнінгена. Відтоді він називався Людвігом Бехштайном. До сімнадцяти років вчився у гімназії у Майнінгені, але через хворобливе честолюбство покинув навчання і став учнем, а пізніше помічником аптекаря в Арнштадті. Тут в нього пробудився природний потяг до поезії і природи. Ще працюючи в аптеці, він у 1823 р. опублікував під іменем C. Bechstein «Тюрингські народні казки» (Thüringischen Volksmärchen). Одночасно він дописував у різні газети. Згодом Людвіг Бехштайн працював помічником фармацевта в Майнінгені і до 1828 як провізор в аптеці «Шван» у Зальцунгені (Salzungen, Тюрингія). Проте, така діяльність не задовольняла його, бо він відчував у собі талант письменника. У 1828 році опублікував «Віночки сонетів» (Sonnettenkränze), які привернули увагу читачів. Герцог Бернгард II Саксен-Майнінгенський (Bernhard II. von Sachsen-Meiningen) надав йому стипендію для вивчення філософії, історії та літератури з 1829 р. в Лейпцигу, а з 1830 р. в Мюнхені. У Лейпцигу він вступив до студентського братства, а у Мюнхені познайомився з багатьма відомими в ті часи літераторами і проводив багато часу в їхньому колі. У 1831 році він був призначений бібліотекарем герцогського кабінету в Майнінгені, а в 1833 р. директором герцогської публічної бібліотеки. У 1832 р. заснував «Генненберзьке товариство дослідження старожитностей» (Hennebergischen altertumsforschenden Verein), яким керував до 1857 р. У 1840 році він був удостоєний звання таємного радника і переїхав у власний будинок. У 1842 році Бехштайн вступив до майнінгенської масонської ложі «Шарлотта трьох гвоздик» (Charlotte zu den drei Nelken). У 1848 р. зайняв пост головного архіваріуса у архіві Генненбергу (Південна Тюрингія.
Патріотична поезія Бехштайна та його історичні твори навряд чи відомі сьогодні. Залишаються в пам'яті його збірки казок, зокрема, опублікована у 1845 р. під назвою «Німецької казки». З педагогічною метою він вносив багато змін у традиційні тексти. Його збірку народної поезії слід також вважати внеском у справу творення національної єдності Німеччини. Бехштайн також зібрав легенди, однак його обширна книга «Німецькі легенди»(1853 р.) не була такою популярною, як його збірки казок, хоча до цих пір використовується як скарбниця німецької лексики. Також досі публікуються його краєзнавчі роботи про Тюрингію з серії «Мальовнича і романтична Німеччина» (Das malerische und romantische Deutschland). Бехштайн хотів закінчити свою збірку народної поезії томом «Книга німецьких міфів» (Deutsches Mythenbuch), але його рання смерть завадила цьому проекту.
Бехштайн був одружений двічі. У 1832 він взяв шлюб з Кароліною Віскеманн (Caroline Wiskemann). ВІд шлюбу була єдина дитина — Рейнгольд Бехштайн, який згодом став філологом-германістом. Після всього лише двох років шлюбу Кароліна померла, і в 1836 р. Бехштайн одружився з Терезе Шульц (Therese Schulz). Від цього шлюбу народилося семеро дітей, включаючи Адольфа Еміля Людвіга Бехштайна (Adolf Emil Ludwig Bechstein, 1843—1914), відомого художника та ілюстратора свого часу.

## Твори

### Оповідання
- Aus Heimat und Fremde (Erzählungen), 1839 — «З батьківщини і чужини»
- Hainsterne (Erzählungen), 1853 — «Гайові зорі». Оповідання.
- Volkserzählung, 1853, Verlag Rockstuhl, Reprint, ISBN 3-936030-92-8. — «Народні оповідання»

### Вірші
- Die Haimonskinder (Gedichte), 1830 — «Діти Гемона». Вірші.
- Luther (Gedicht), 1834, Verlag Rockstuhl, Reprint, ISBN 3-936030-94-4. «Лютер». Вірш.
- Gedichte. 1836 — «Вірші».
- Neue Naturgeschichte der Stubenvögel, Lehrgedichte 1846 — «Нове природознавство кімнатних пташок»
- Wartburg (Gedichte), 1859 — «Вартбург». Вірші.

### Краєзнавчі твори
- Chronik der Stadt Meiningen 1676—1834. 1834 — «Хроніка міста Майнінгена»
- Meiningen und seine Umgebungen. Kesselringsche Hofbuchhandlung, Hildburghausen 1842 — «Майнінген та його околиці»
- Thüringen und der Harz. 1842 — «Тюрингія і Гарц»
- Schloss Landsberg bei Meiningen. 1847 — «Замок Ландсберг у Майнінгені».
- Wanderungen durch Thüringen — «Мандри по Тюрингії»
- Dr. Johann Matthäus Bechstein und die Forstacademie Dreißigacker. Ein Doppel-Denkmal von Ludwig Bechstein. Meiningen 1855 — «Доктор Йоганн Матіус Бехштайн і Лісова академія Драйсігаккер».
- Thüringens Königshaus. 1860 — «Тюрингській королівський дім».

### Казки
| - Aschenputtel\|Aschenbröde — «Попільний дощ» - Besenstielchen — «Ручечка віника» - Bruder Sparer und Bruder Vertuer — «Брат Ощад і брат Марнотрат» - Das Dornröschen — «Дика роженька» - Das goldene Ei — «Золоте яйце» - Das Hellerlein — «Шеляжик» - Das Kätzchen und die Stricknadeln — «Кішечка і спиці» - Das klagende Lied — «Жаліслива пісня» - Das Märchen vom Mann im Mond — «Казка про чоловіка на Місяці» - Das Märchen vom Ritter Blaubart — «Казка про лицаря Синя борода» - Das Märchen vom Schlauraffenland — «Казка про країну Дурисвіт» - Das Märchen vom wahren Lügner — «Казка про справжнього брехунця» - Das Märchen von den sieben Schwaben — «Казка про сімох швабів» - Das Mäuslein Sambar, oder die treue Freundschaft der Tiere — «Мишка Замбар, або вірна дружба тварин» - Das Natterkrönlein — «Коронка вужа» - Das Nußzweiglein — «Горіхова гілочка» - Das Rebhuhn — «Сіра куріпка» - Das Rotkäppchen — «Червона шапочка» - Das Tränenkrüglein — «Горнятко сліз» - Das winzige, winzige Männlein — «Крихітний, крихітний чоловічок» - Der alte Zauberer und seine Kinder — «Старий чарівник та його діти» - Der beherzte Flötenspieler — «Хоробрий сопілкар» - Der Fuchs und der Krebs — «Лисиця і рак» - Der Garten im Brunnen — «Сад у криниці» - Der goldne Rehbock — «Золотий цапок» - Der Hahn und der Fuchs — «Півень і лисиця» - Der Hase und der Fuchs — «Заєць і лисиця» - Der Hasenhüter und die Königstochter — «Охоронець зайців і королівська дочка» - Der kleine Däumling — «Маленький пальчик» - Der König im Bade — «Король у купелі» - Der Mann ohne Herz — «Чоловік без серця» - Der Mann und die Schlange — «Чоловік і змія» - Der Mönch und das Vögelein — «Чернець і пташечка» - Der Müller und die Nixe — «Мірошник і мавка» - Der Richter und der Teufel — «Суддя і чорт» - Der Schäfer und die Schlange — «Вівчар і змія» - Der Schmied von Jüterbogk — «Коваль з Ютербогу» - Der schwarze Graf — «Чорний граф» - Der starke Gottlieb — «Сильний Готліб» | - Der undankbare Sohn — «Невдячний син» - Der Wacholderbaum — «Ялівець» - Der weiße Wolf — «Білий вовк» - Der Wettlauf zwischen dem Hasen und dem Igel — «Як заєць з їжаком бігали наввипередки» - Der Zauber-Wettkamp — «Зачаронаве змагання» - Der Zauberer und seine Kinder — «Чарівник та його діти» - Des Hundes Not — «Собача нужда» - Des kleinen Hirten Glückstraum — «Щасливий сон пастушка» - Des Königs Münster — «Короля Мюнстера» - Des Märchens Geburt — «Народження казки» - Des Teufels Pate — «Хрещений батько чорта» - Die beiden kugelrunden Müller — «Два грубі мельники» - Die dankbaren Tiere — «Вдячні звірі» - Die drei Bräute — «Три наречені» - Die drei dummen Teufel — «Троє дурних чортів» - Die drei Federn — «Три пера» - Die drei Gaben — «Три подарунки» - Die drei Hochzeitsgäste — «Троє весільних гостей» - Die drei Hunde — «Три собаки» - Die drei Musikanten — «Три музики» - Die drei Nüsse — «Три горіхи» - Die Goldmaria und die Pechmaria — «Золота Марья та смолова Марья» - Die Hexe und die Königskinder — «Відьма і діти короля» - Die hoffärtige Braut — «Пихата наречена» - Die Jagd des Lebens — «Полювання життя» - Die Katze und die Maus — «Кішка і миша» - Die Knaben mit dem goldnen Sternlein — «Хлопчик із золотою зіркою» - Die Königskinder — «Діти короля» - Die Kornähren — «Колосся» - Die Lebensgeschichte der Maus Sambar — «Історія життя миші Замбар» - Die Nonne, der Bergmann und der Schmied — «Черниця, шахтар і коваль» - Die Perlenkönigin — «Королева перлин» - Die Probestücke des Meister-Diebes — «Взірці майстра-злодія» - Die Rosenkönigin — «Королева троянд» - Die schlimme Nachtwache — «Невдала нічна сторожа» - Die schöne junge Braut — «Прекрасна юна наречена» | - Die sieben Geißlein — «Семеро козенят» - Die sieben Raben — «Семеро ворон» - Die sieben Schwäne — «Семеро лебедів» - Die verwünschte Stadt — «Зачароване місто» - Die verzauberte Prinzessin — «Зачарована принцеса» - Die vier klugen Gesellen — «Четверо розумних парубків» - Der Gevatter Tod — «Смерть кума» - Gevatterin Kröte — «Кума жаба» - Goldener — «Золотар» - Goldhähnchen — «Золотий півник» - Gott Überall — «Бог Всюдисущ» - Hans im Glücke — «Гусак у щасті» - Helene — «Гелена» - Hirsedieb — «Крадій оленів» - Mann und Frau im Essigkrug -«Чоловік і жінка в кухлі оцту» - Oda und die Schlange — «Ода і змія» - Rupert der Bärenhüter «Руперт ведмежий пастух» - Schneeweißchen — «Білосніжка» - Schneider Hänschen und die wissenden Tiere — «Кравець Гансик і розумні звірі» - Schwan, kleb an — «Лебедю, приклейся!» - Seelenlos — «Бездушний» - Siebenschön — «Красна дівиця» - Sonnenkringel — «Сонячний бублик» - Star und Badewännelein — «Шпак і ванночка» - Tischlein deck dich, Esel streck dich, Knüppel aus dem Sack — «Ти, столику, розстилайся; малий осле розстарайся; макогоне — із мішка!» - Vogel Holgott und Vogel Mosam — «Птах Гольгот і птах Мосам» - Vom Büblein, das sich nicht waschen wollte — «Хлопчик, який не хотів рости» - Vom Hänschen und Gretchen, die in die roten Beeren gingen — «Гансик і Ґретхен, які пішли по червоні ягоди» - Vom Hühnchen und Hähnchen — «Про курочку і півника» - Vom Knäblein, vom Mägdlein und von der bösen Stiefmutter — «Про хлопчика, дівчинку і злу мачуху» - Vom Schwaben, der das Leberlein gefressen — «Про шваба, який зжер печіночку» - Vom tapfern Schneiderlein — «Про хороброго кравчика» - Vom Zornbraten — «Про гнівну сковороду» - Von zwei Affen — «Про двох мавп» - Zwergenmützchen — «Шапочка карлика» |

### Новели
- Erzählungen und Phantasiestücke (13 Novellen in 4 Bänden), 1831 — «Оповідання і фантастичні твори».
- Arabesken (Novellen), 1832 — «Арабески».
- Novellen und Phantasiegemälde. 1832 — «Новели і фантастичні замальовки».
- Novellen und Phantasieblüten. 1835 — «Новели і фантастичні квіти»
- Fahrten eines Musikanten (Novellen), 1837 — «Поїздки одного музики». Новели.

### Романи
- Die Weissagung der Libussa, 1829, Verlag Rockstuhl, Reprint, ISBN 3-936030-91-X — «Пророцтво»
- Das tolle Jahr (Roman), 1833, Historisch-romantisches Gemälde aus dem sechzehnten Jahrhundert — «Скажений рік». Історично-романтична картина з 16-го ст.
- Der Fürstentag (Roman), 1834 — «День князя».
- Fahrten eines Musikanten  (Roman), 1837 — «Поїздки одного музики», Роман.
- Grumbach  (Roman), 1839 — «Грумбах». Роман.
- Clarinette (Roman), 1840 — «Кларнет». Роман.
- Berthold der Student (Roman), 1850 — «Студент Бертольд». Роман.
- Der Dunkelgraf (Roman), 1854 (Digitalisat und Volltext // Німецький текстовий архів) — «Темний граф»
- Die Geheimnisse eines Wundermannes (Roman), 1856 — «Таємниця дивної людини»

### Легенди
- Der Sagenschatz und die Sagenkreise des Thüringerlandes. 1835–38, Georg Olms Verlag, Reprint 2003, ISBN 3-487-11991-9 — Скарбниця легенд Тюрингії
- Der Sagenschatz des Frankenlandes. 1842 — «Скарбниця легенд Франконії».
- Deutsches Sagenbuch. 1853, Georg Olms Verlag, Reprint 2003, ISBN 3-487-12501-3 — «Німецька книга легенд».
- Thüringer Sagenbuch. 1858, Verlag Rockstuhl, Reprint 2001 in zwei Bänden, ISBN 3-936030-07-3 und ISBN 3-936030-08-1 (Scan des Buchs von 1858 online) — «Тюрингська книга легенд»
- Rheinsagen,1912 — «Рейнські легенди».

### Решта
- Mährchenbilder und Erzählungen. 1829 — «Казкові картини і оповідання».
- Zweihundert deutsche Männer in Bildnissen und Lebensbeschreibungen. 1854 — «Двісті німецьких чоловіків у картинах і життєписах»
- Hexengeschichten. 1854, Georg Olms Verlag, Reprint 1984, ISBN 3-487-08260-8 — «Історії про відьом»
- Romantische Sagen und Märchen. 1855, Verlag Rockstuhl, Reprint 2003, ISBN 3-936030-93-6 — «Романтичні легенди і казки».
- Freimaurerische Schriften. Hrsg. von G. v. Goeckingk-Farnbach. Meiningen (1926) — «Масонські написи».